# Jacky Schreiber
Jacky Schreiber (* 1961 in Caracas) ist ein venezolanischer Komponist.

## Leben
Schreiber studierte Gitarre und elektroakustische Musik. Er wurde zweimal mit dem Premio Nacional de composición "Juan Bautista Plaza" (1986 und 1988) und mit dem Premio Nacional de composición "Juan Bautista Plaza" (1986), vergeben vom Consejo nacional de la cultura ausgezeichnet und erhielt zweimal den Preis des Centro Latinoamericano de Creación e Investigación Teatral (CELCIT, 2002 und 2003).
Seine Werke wurden auf Festivals zeitgenössischer und elektronischer Musik in Lateinamerika und Europa aufgeführt. Neben kammermusikalischen, elektronischen und Orchesterwerken komponierte er auch Schauspiel- und TV-Musiken.

## Werke
- Preludio für Gitarre, 1977
- Dos piezas breves für Klavier, 1978
- Desde otros vientos für Gitarre, 1981
- Solo de flauta, 1982
- Alianza für zwei Gitarren und Schlagzeug, 1982
- Sexteto de invierno für Flöte, Klarinette, Fagott, Xylophon, Viola und Cello, 1982
- Como un juego für Saxophonquartett, 1983
- Seseribó für elektroakustische Klänge, 1983
- Una colección de recuerdos für zwei Blockflöten, Klavier und Cello, 1984
- 4 micro piezas für zwei Trompeten und drei Posaunen, 1984
- Om y los gatos für Klavier, 1984
- Preguntas a mí mismo... y a alguien más für elektroakustische Klänge, 1985
- Otlab-Cri-Voret für Klavier und Vibraphon, 1985
- Degentequesoy für sechzehn Stimmen, 1985
- Ojo del Golem für Orchester, 1985–86
- Adagio für Streichorchester, 1986
- Paz de los mundos für Schlagzeug und elektroakustische Klänge, 1986
- En tres breves momentos de Abril für drei Gitarren, 1987
- Cuando lleguen los bomberos... todo habrá pasado... für Flöte, Baritonsaxophon und elektroakustische Klänge, 1988
- Luna en Tralfamadore für Vibraphon, Marimba und Synthesizer, 1989
- El baile de los gigantes für Harfe und elektroakustische Klänge, 1990
- Animalia für Orchester, 1990–91
- Meditación del loro moro für Kammerorchester, 1991
- Serie Feedback für Synthesizer und Videokamera, 1992–94.
- En un punto de la espiral für elektroakustische Klänge, 1992
- Hidebehind für Flöte, Klarinette, Harfe, Streichquartett und Kontrabass, 1992–93
- Mas allá de la lluvia für Sampler, 1993
- UnmundodentrodeunmundO für Stimme und elektroakustische Klänge, 1994
- Oh... Impotencia! für Synthesizer, 1995
- Qbiko für Oboe, Cello und Klavier, 1996–99
- Crystal Ball für elektroakustische Klänge, 2000
- Cristalized wind quartet für Flöte, Oboe, Klarinette und Fagott, 2001
- Principio de incertidumbre für elektroakustische Klänge, 2001
- Si nos volvemos a encontrar für elektroakustische Klänge, 2004
- tin5ywo für Altsaxophon, 2004
- Broken time für elektroakustische Klänge, 2004
- Vuelo nocturno, Oktett für Bläser, 2005